# Spilichneumon celenae
Spilichneumon celenae är en stekelart som beskrevs av Perkins 1953. Spilichneumon celenae ingår i släktet Spilichneumon och familjen brokparasitsteklar. Arten är reproducerande i Sverige. Inga underarter finns listade i Catalogue of Life.